# الانتخابات البرلمانية السودانية 1968

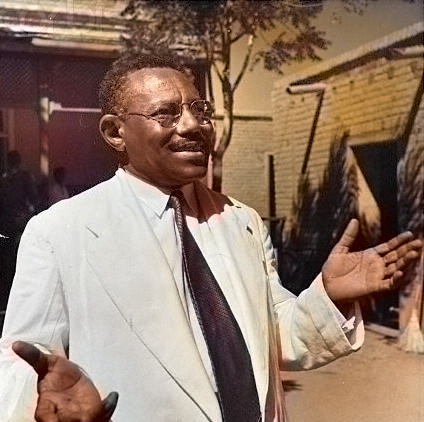
صورة لإسماعيل الأزهري

أجريت الانتخابات البرلمانية في السودان في الفترة من 12 أبريل إلى 2 مايو 1968. وجاءت الانتخابات بعد استقالة ثلث أعضاء الجمعية المنتخبين في عام 1965.
وكانت النتيجة فوز الحزب الديمقراطي الوحدوي الجديد، الذي تم تشكيله من خلال دمج الحزب الوطني الاتحادي وحزب الشعب الديمقراطي في ديسمبر عام 1967 بقيادة الرئيس إسماعيل الأزهري، الذي حصل على 101 من أصل 218 مقعداً وكانت نسبة المشاركة 61.0 ٪.
منذ الانتخابات الأخيرة إنهار حزب الأمة، حيث قادت الأجنحة المتنافسة الصادق المهدي والإمام الهادي المهدي.
برز حزب الأمة في حزب صادق كأقوى بين الجناحين وكان الصادق صادق في مقعده في الانتخابات لمنافس من جناح الإمام. في المجموع فازت مختلف الأحزاب التابعة لحزب الأمة بحوالي 827289 صوتًا أو 45.46% من الأصوات، مقارنة بـ 40.8% فازت بها DUP.
فازت الشركات التابعة للأمة بـ 72 مقعدًا فقط.